# Combretum latifolium
Combretum latifolium är en tvåhjärtbladig växtart som beskrevs av Carl Ludwig von Blume. Combretum latifolium ingår i släktet Combretum och familjen Combretaceae. Inga underarter finns listade i Catalogue of Life.

## Bildgalleri

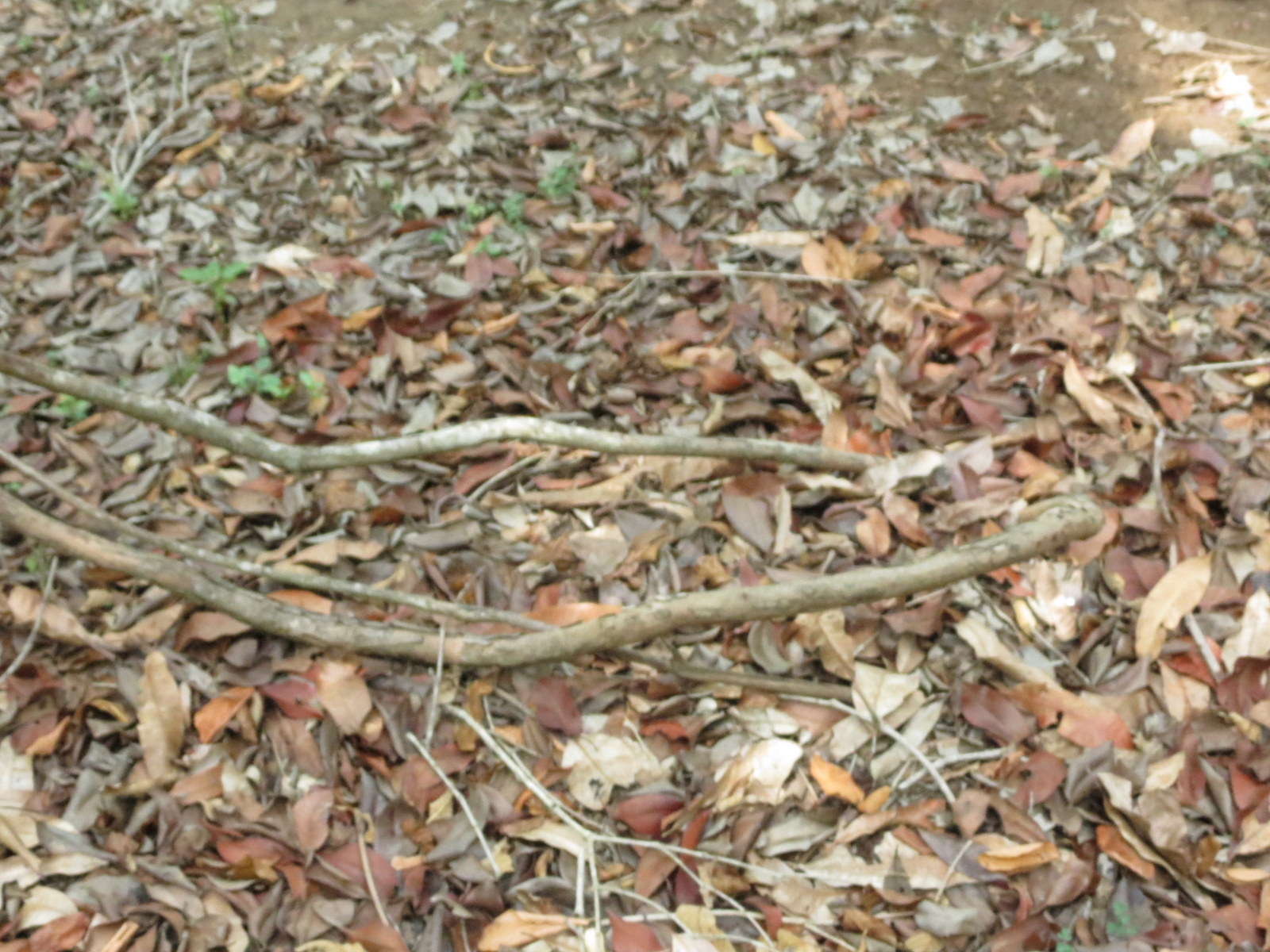
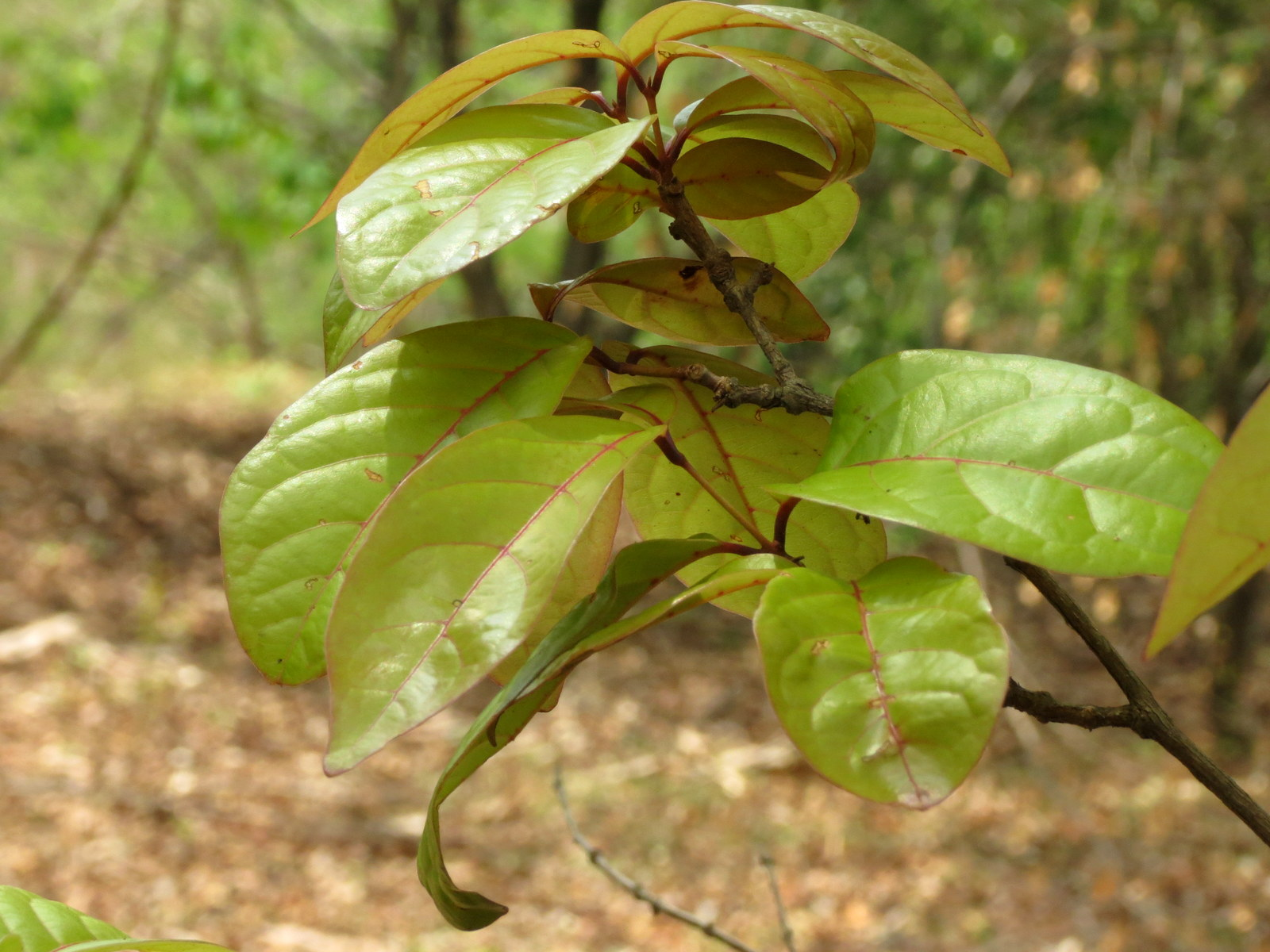
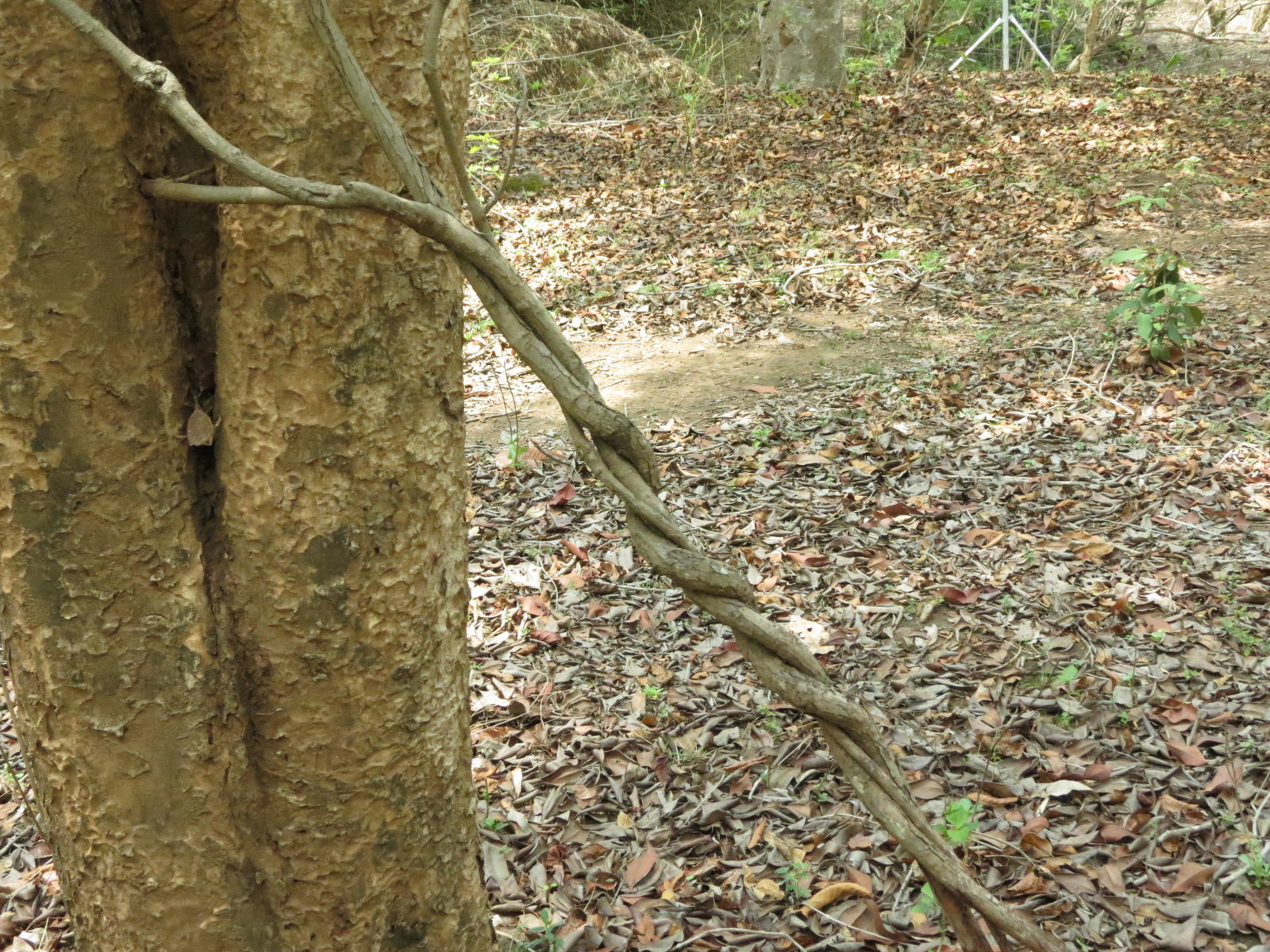
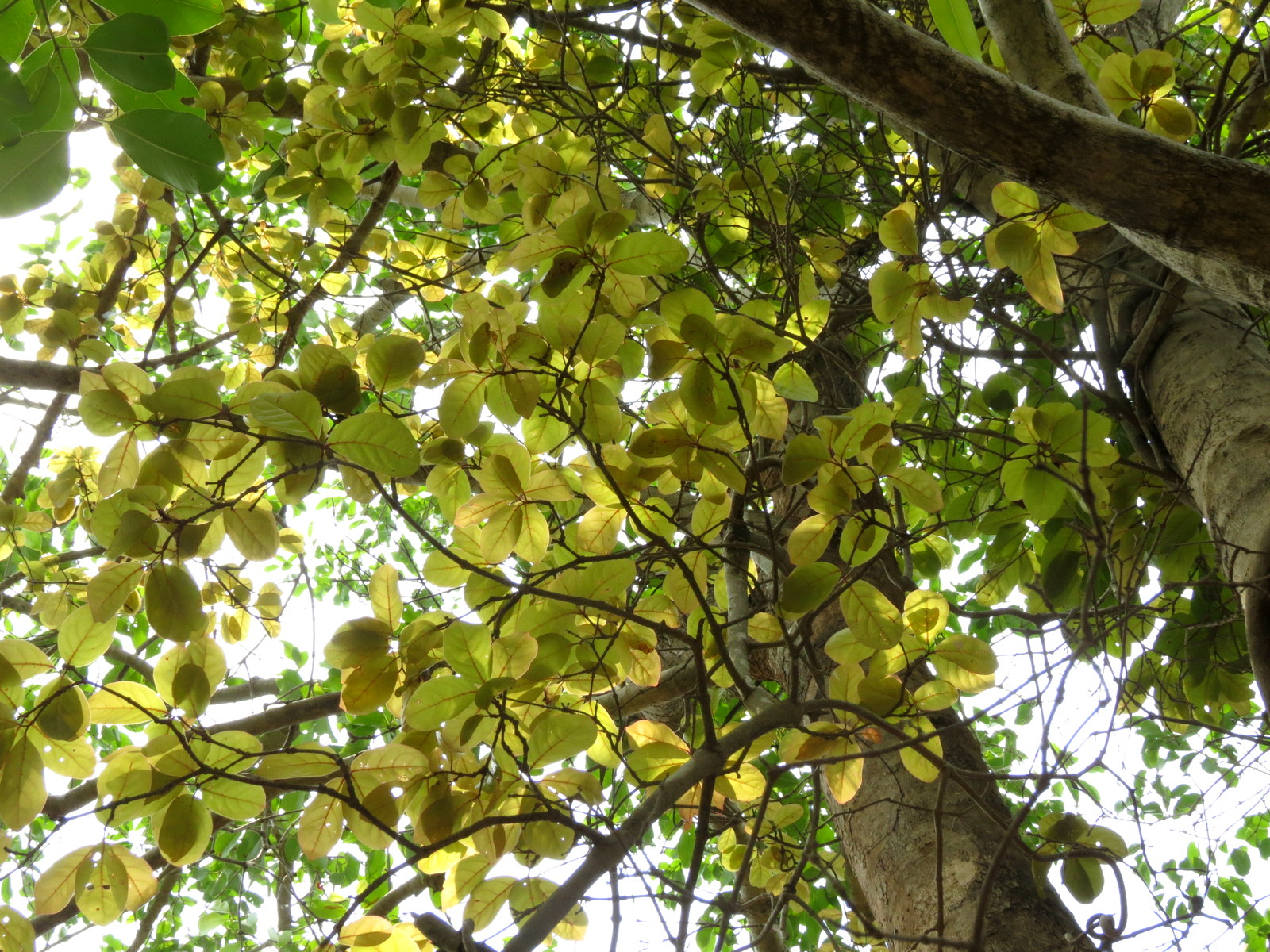
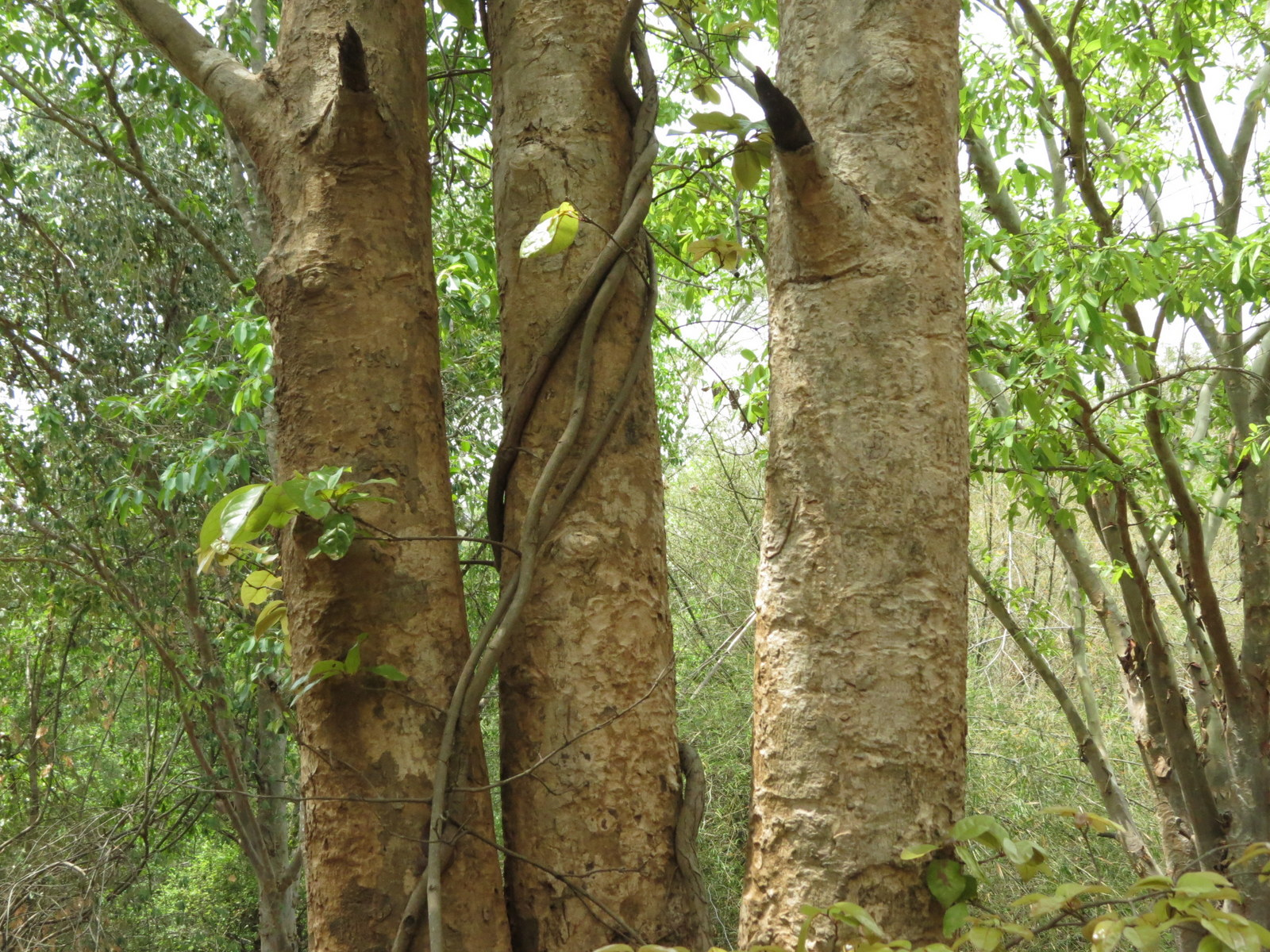
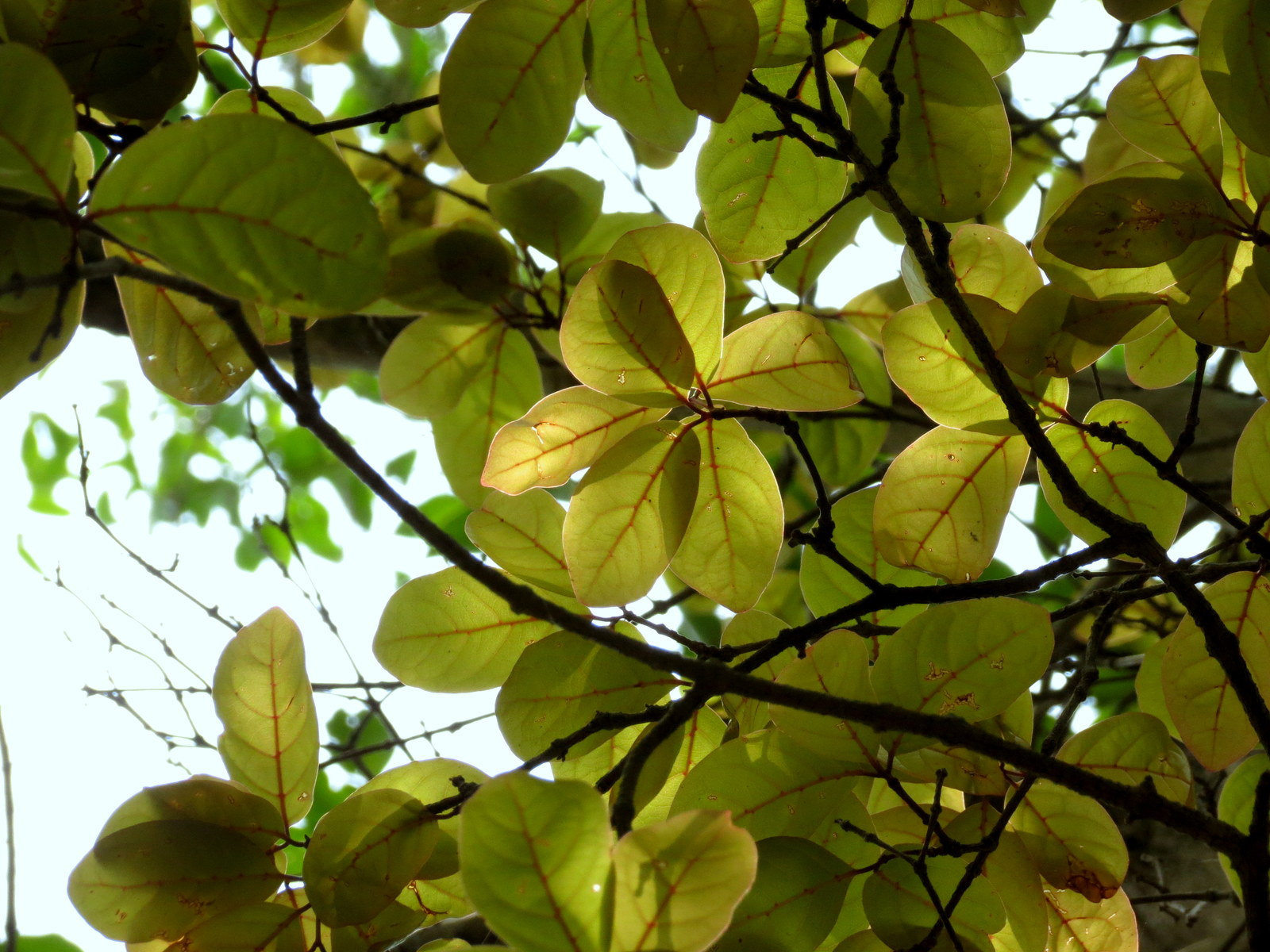